# Церква Всіх Святих (Кембридж)
All Saints' (Церква Всіх Святих) - церква на вулиці Jesus Lane в центрі Кембриджа, Англія, збудована архітектором Джорджем Фредеріком Бодлі, поступово між 1863 і 1870 рр. Є яскравим прикладом англійського готичного відродження з елементами мистецтв і ремесел. У 1950 році була позначена будівлею класу I. Передана Трасту збереження церков у 1981 році. Відкрита для відвідувачів у будні дні. 

## Історія

### Всі святі в єврействі

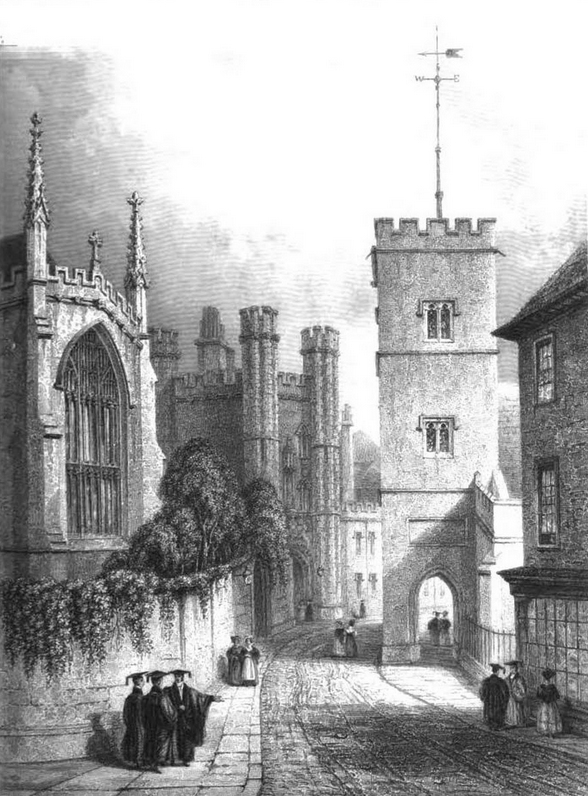
Усі святі в єврействі в 1841 р. Навпроти каплиці Троїцької (далеко вліво) і коледжу Св. Іоанна

Середньовічна церква стояла на Сент-Джонс-стріт, Кембридж. Була відома як «Усі святі в єврействі» (All Saints in the Jewry), і раніше як «Усі святі біля лікарні» (через близькість до лікарні св. Іоанна Євангеліста). У той час існувала інша церква Всіх Святих у Кембриджі, церква Всіх Святих біля замку, тепер зруйнована. 
До 13 століття церква була в патронаті жіночого монастиря Св. Радегунда, пізніше відновленого як Ісус-коледж. Церква була кілька разів перебудована, але до дев'ятнадцятого століття вона вважалася занадто малою для зростаючої громади, маючи змогу розмістити менш як 400 з 1400 осіб парафії. Ділянка землі в Ісусовому провулку була подарована Коледжем Ісуса, і нова будівля була зведена на її перетині з Манор Роуд. Стара церква була знесена в 1865 році. Поруч первинної церкви тепер відкритий простір, відомий як Сад всіх святих і містить меморіальний хрест, розроблений Василем Шампнейсом у 1882 році.

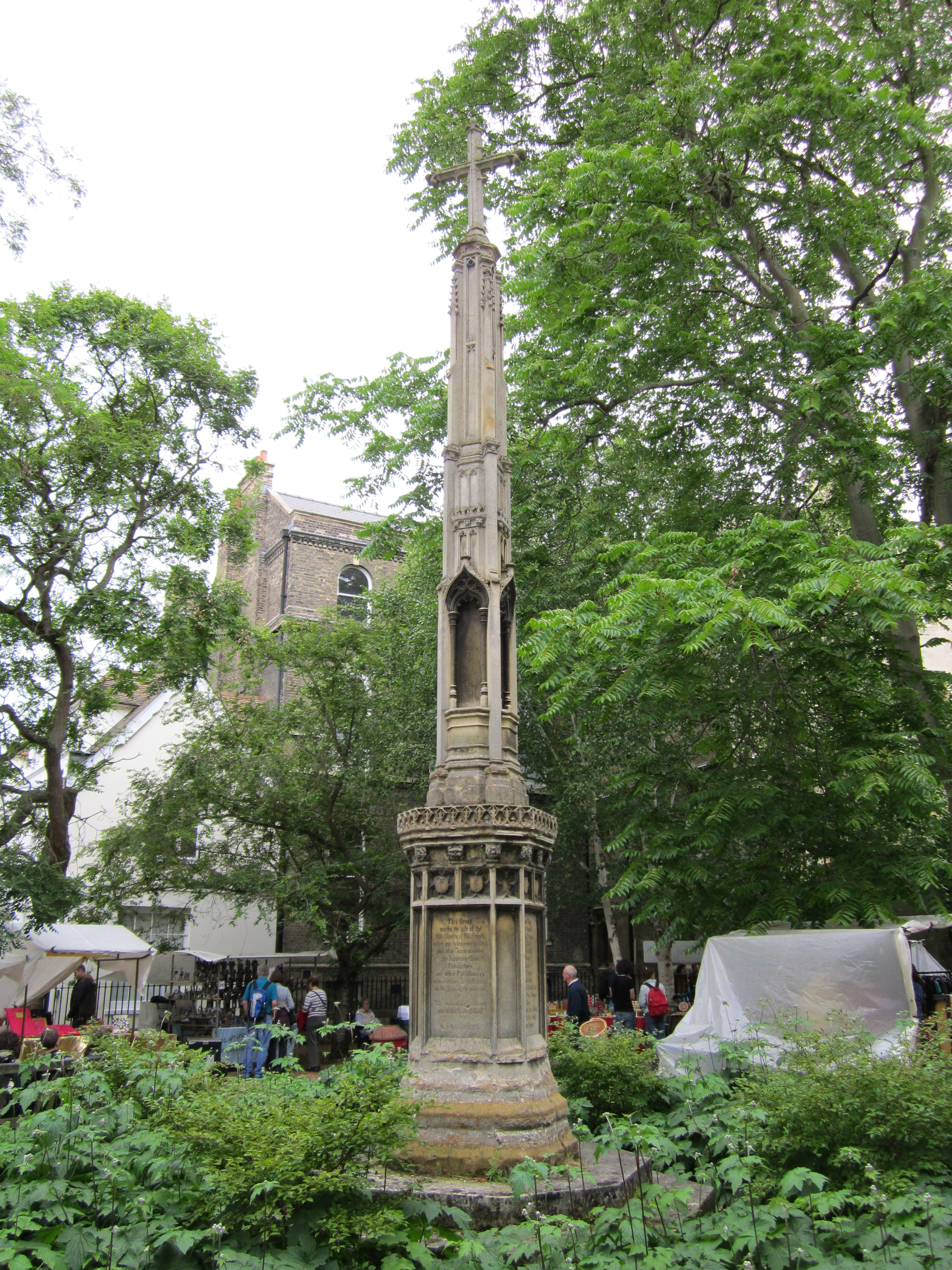
Хрест у саду Всіх Святих

### Нова церква
Хоча спочатку вважалося, що нову церкву спроєктує Джордж Гілберт Скотт, було обрано Г. Ф. Бодлі, який був талановитим учнем Скотта (а згодом заснував Watts & Co.). Камінь основи закладений 27 травня 1863 року й освячений 30 листопада 1864 року. Між 1869 і 1871 рр. додана нинішня башта і шпиль, за зразком церкви Св. Освальда, Ашборн, Дербішир. Останнім оздобленням став флюгер, подарований віцеканцлером Кембридзького університету, і встановлений священником і автором Гербертом Мортимером Лаккоком, пізніше деканом Лічфілда. 
На початку 1970-х років конгрегація різко скоротилася, а регулярні служби припинилися в 1973 році. Протягом декількох років була надлишковою і потрапила в аварійний стан, упродовж якого виникли плани зі знесення частини будівлі, які були залишені в 1981 році. Сьогодні церква використовується тривалий час у сусідньому богословському коледжі, Westcott House, і також доступна для найму для світських заходів, таких як художні виставки, концерти й переговори. 

## Архітектура
Шпиль церкви є визначною пам'яткою Кембриджа. Маючи близько 175 футів (53 м) у висоту був, при будівництві, найвищою спорудою в місті; залишається третьою найвищою спорудою, після димаря лікарні Адденбрук і Церкви Богоматері та англійських мучеників.  Побудований з цегли, а також каменю. Церква побудована в стилі 14 століття. Складається з нефа, великого південного проходу, що простягається майже до східної стіни, алтаря і ризниці. Зовнішній вигляд прикрашений гаргуйлями, а шпиль має декоративні люкерні отвори. 

## Інтер'єр
Церква відома своїм вражаюче оформленим інтер'єром, більша частина якого розроблена Бодлі. Включає алебастрову купіль, кафедру, лекторій з південного проходу, текстиль, лави, свічники та плитку. Лекторій був спроєктований в 1904 році Джоном Морлі, архітектором у Rattee & Kett Cambridge.  
Настінні та стельові прикраси були нанесені FR Leach & Sons і утворювали складні, сміливі трафаретні візерунки по всій церкві. Як і екзотичні квіткові фризи, часто вживається релігійний символізм, такий як Священна монограма і Фльор-де-лі. Навколо верхніх стін знаходяться тексти з Книги Об'явлення ([[|]] Revelation7:9) і псалми на південному проході й Блаженства ([[|]] Matthew5:3-12) в нефі. Частина Блаженств була втрачена через пошкодження водою штукатурки. Серед художників був Девід Парр, який прикрасив свій будинок подібним стилем. Його резиденція нині відновлюється і має бути відкрита для громадськості у 2019 році. 

Східне вікно було спроєктовано Едвардом Берн-Джонсом і виконано Morris & Co. Його встановлено в 1866 році як пам'ятник леді Аффлеку, дружині Вільяма Веуелла, майстра Триніті-коледжу, Кембридж. В 1863 році вона заклала кам'яний фундамент церкви, а також пожертвувала 1000 фунтів на будівництво. Двадцять фігур, понад чотири ряди, були індивідуально розроблені Берн-Джонсом (12 панелей), Фордом Медоксом Брауном (4 панелі) і Вільямом Моррісом (4 панелі). Діагональні букви та межі дубових листів були спроєктовані Філіпом Веббом. Найбільш помітним є високий вміст блідо-срібного відтінку, який, як вважають, є повстанням проти темних, насичених кольорів, які переважають у вітражі того часу. У північній стіні нефа три вікна від Чарльза Імера Кемпе й одне Дугласа Стрекана встановлені в 1944 році, де зображені Елізабет Фрай, Жозефіна Батлер, Едіт Кавелл і Матір Сесіль Ішервуд.  

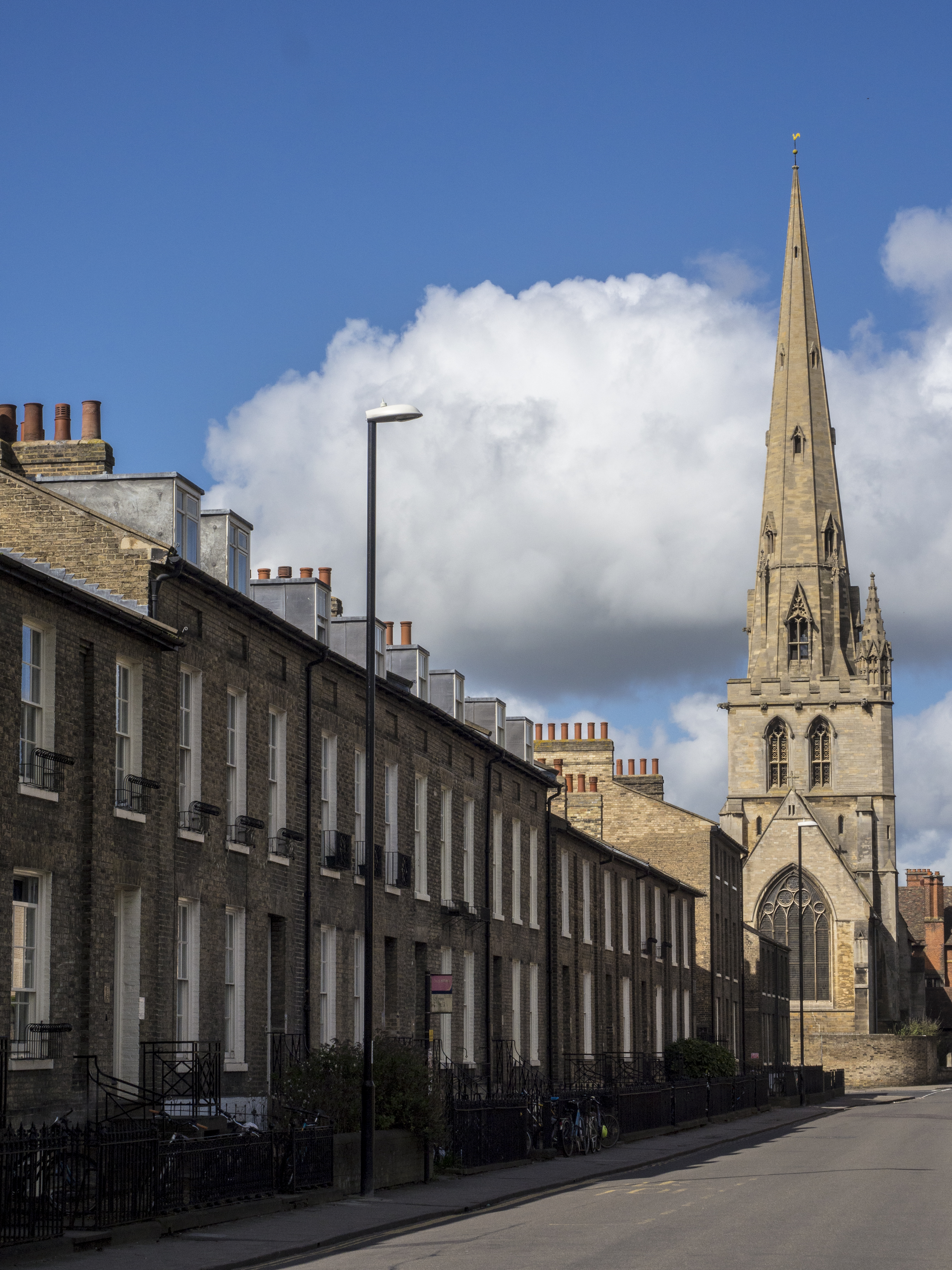
Церква всіх святих зі східного кінця Jesus Lane
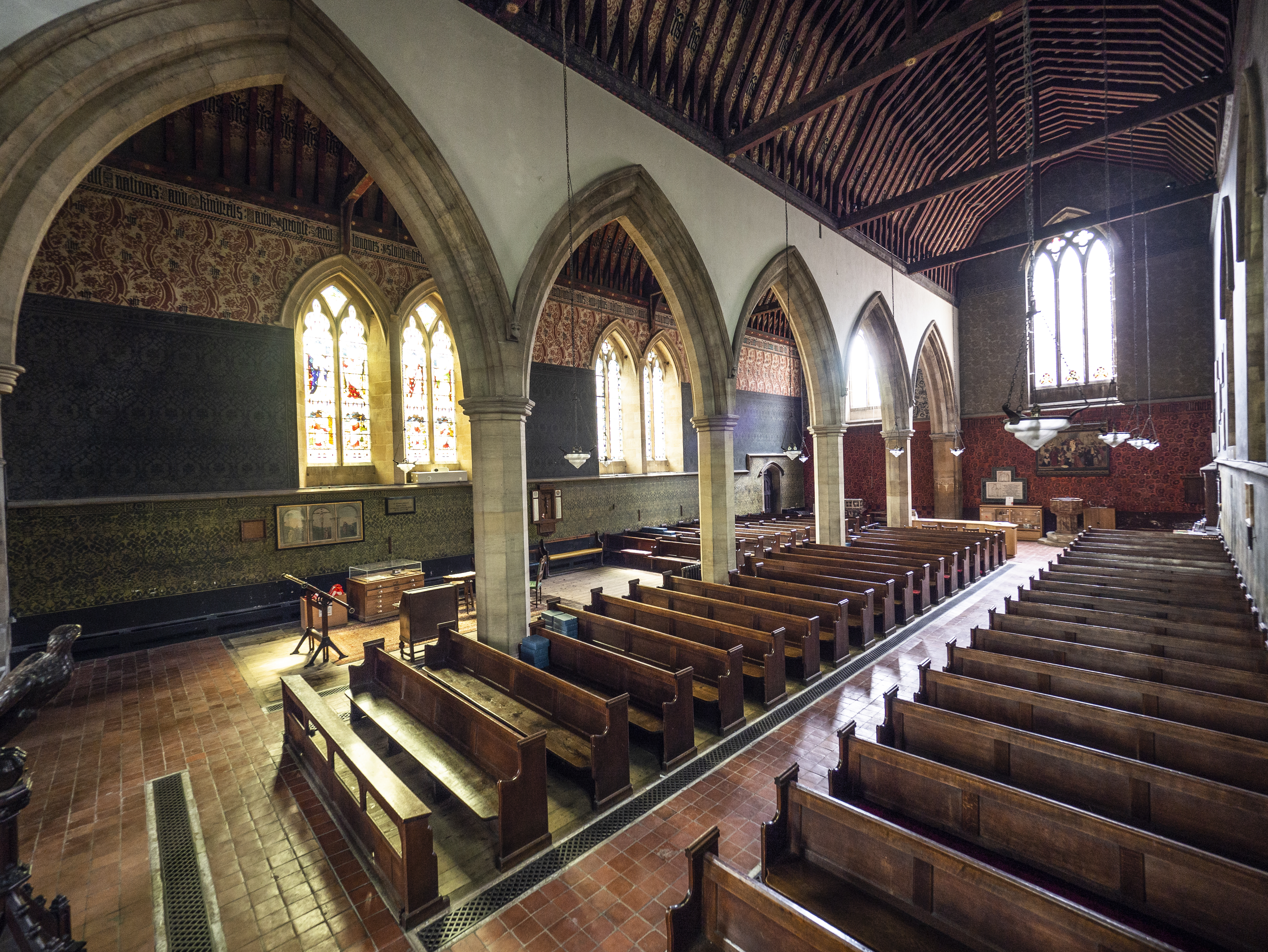
Нава, аркада і південний прохід
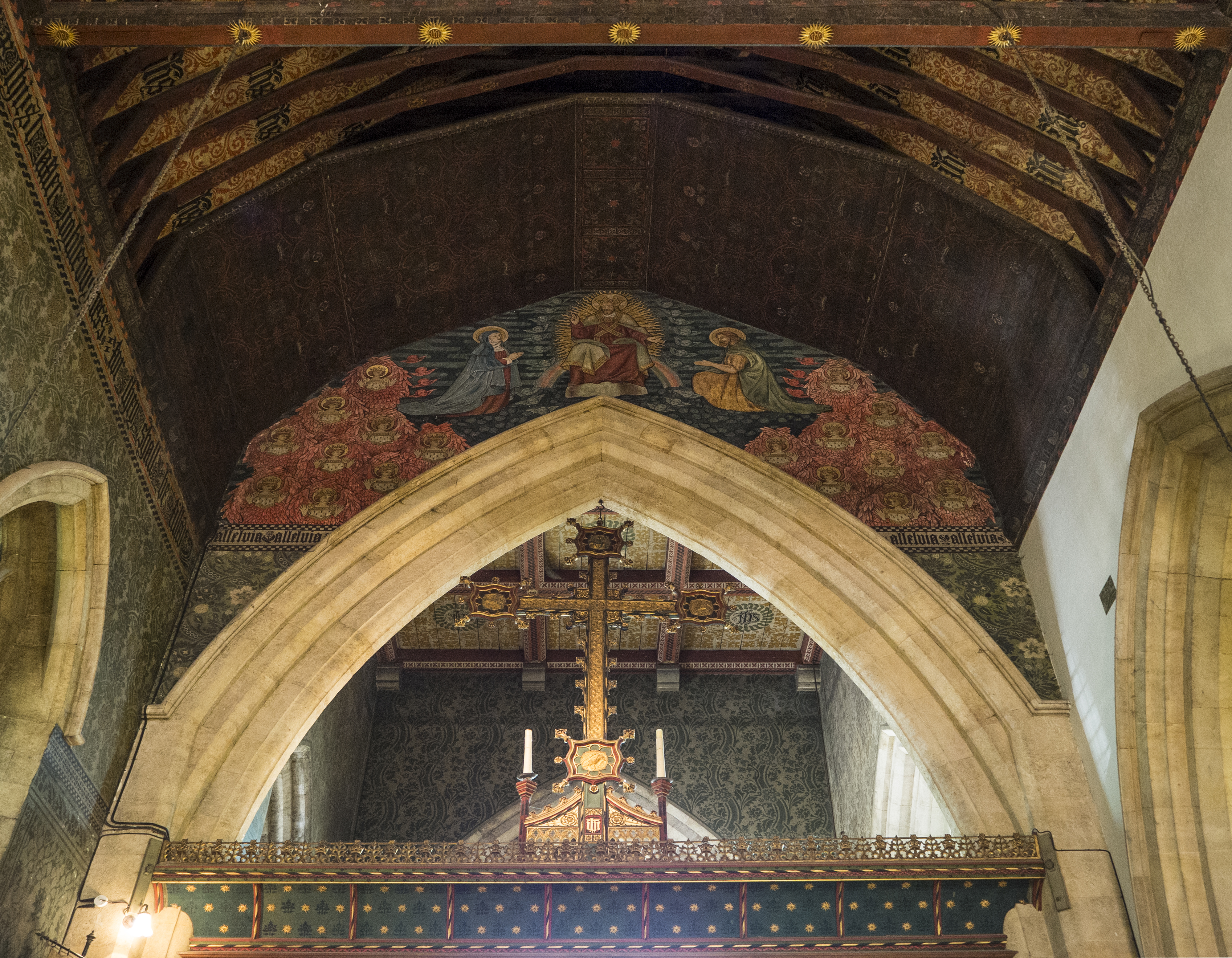
Укріпча арка з живописом "Христос у величності" від Wyndham Hope Hughhes
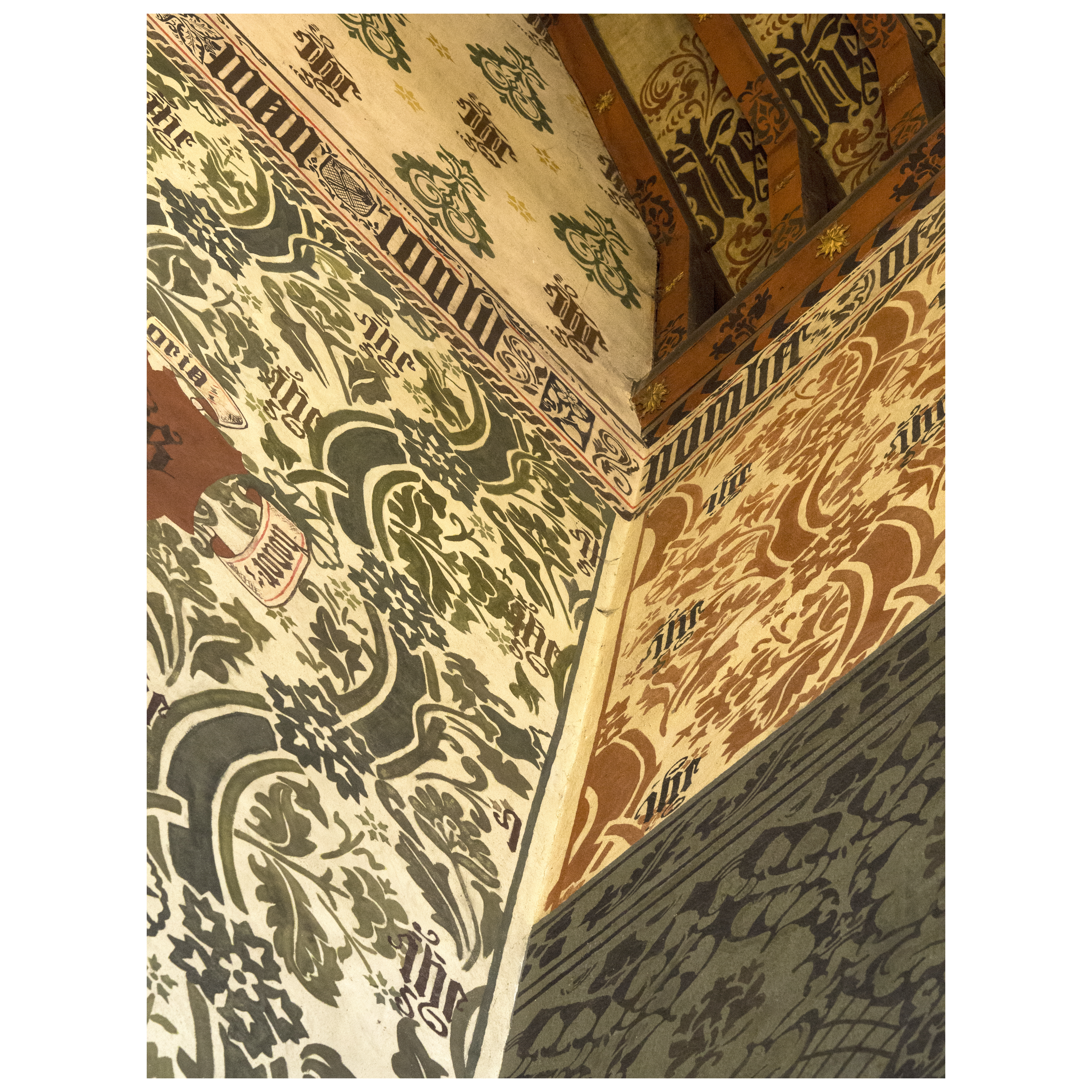
Конструкції Бодлі в південному проході південного проходу
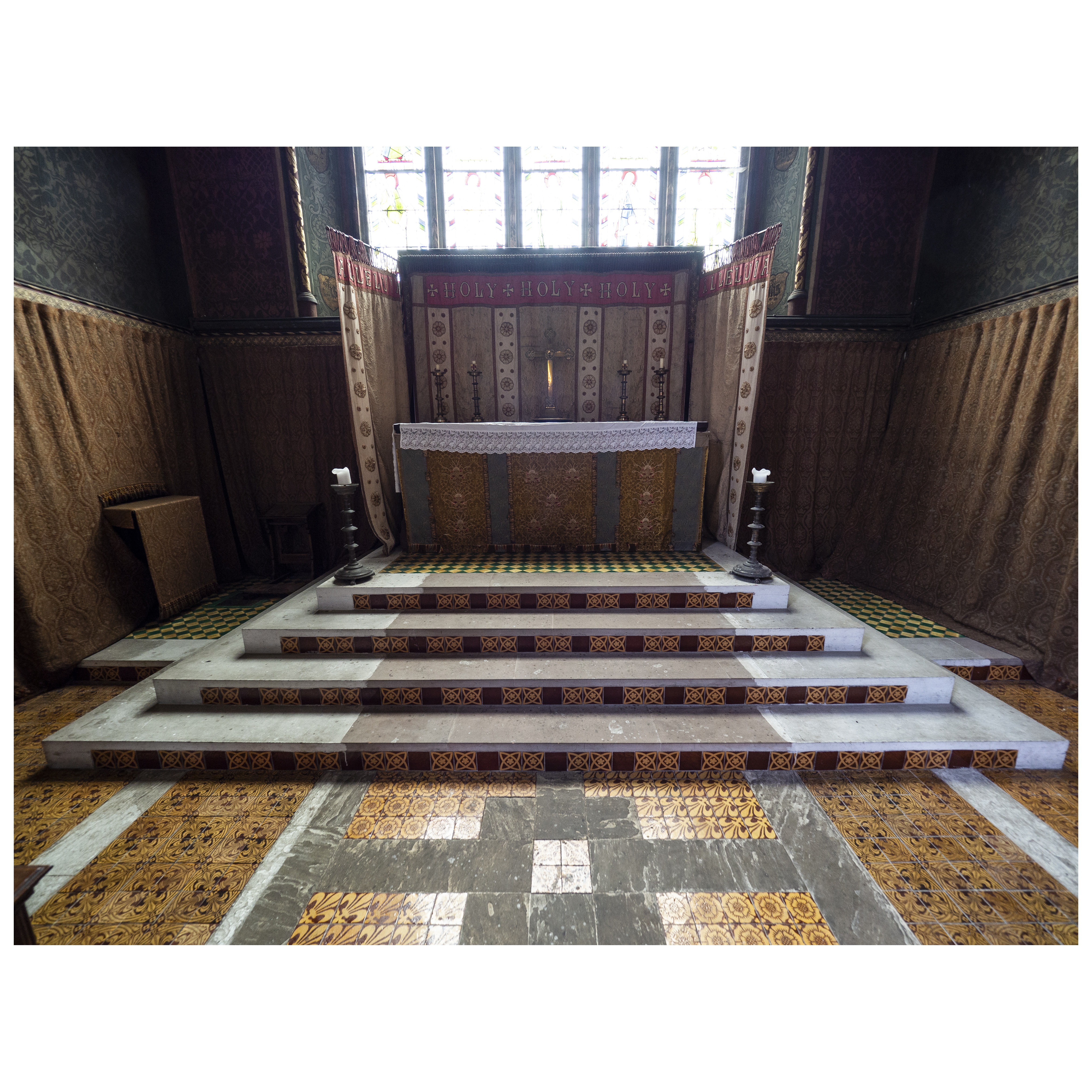
Вівтар
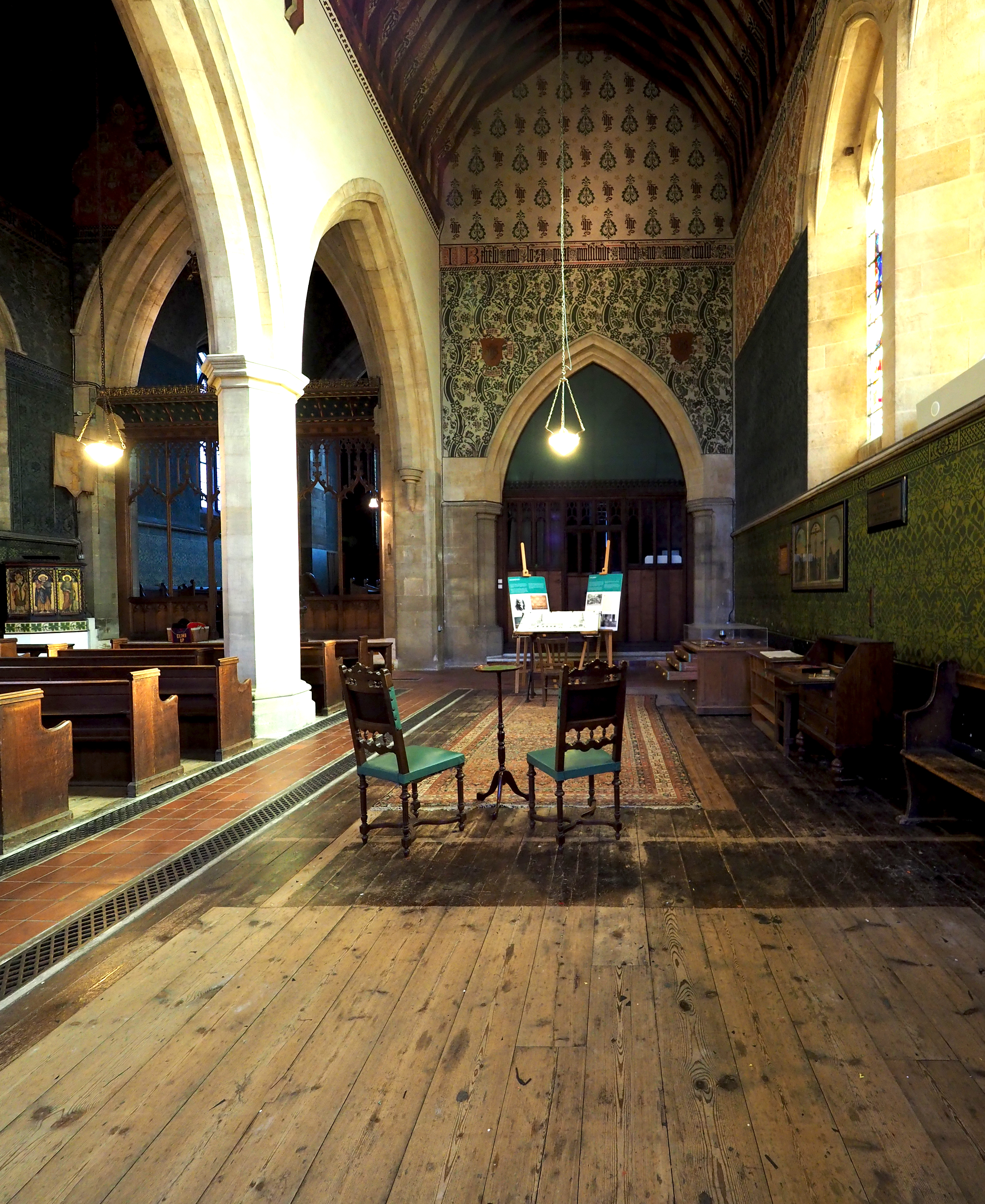
Південний прохід, дивлячись на схід
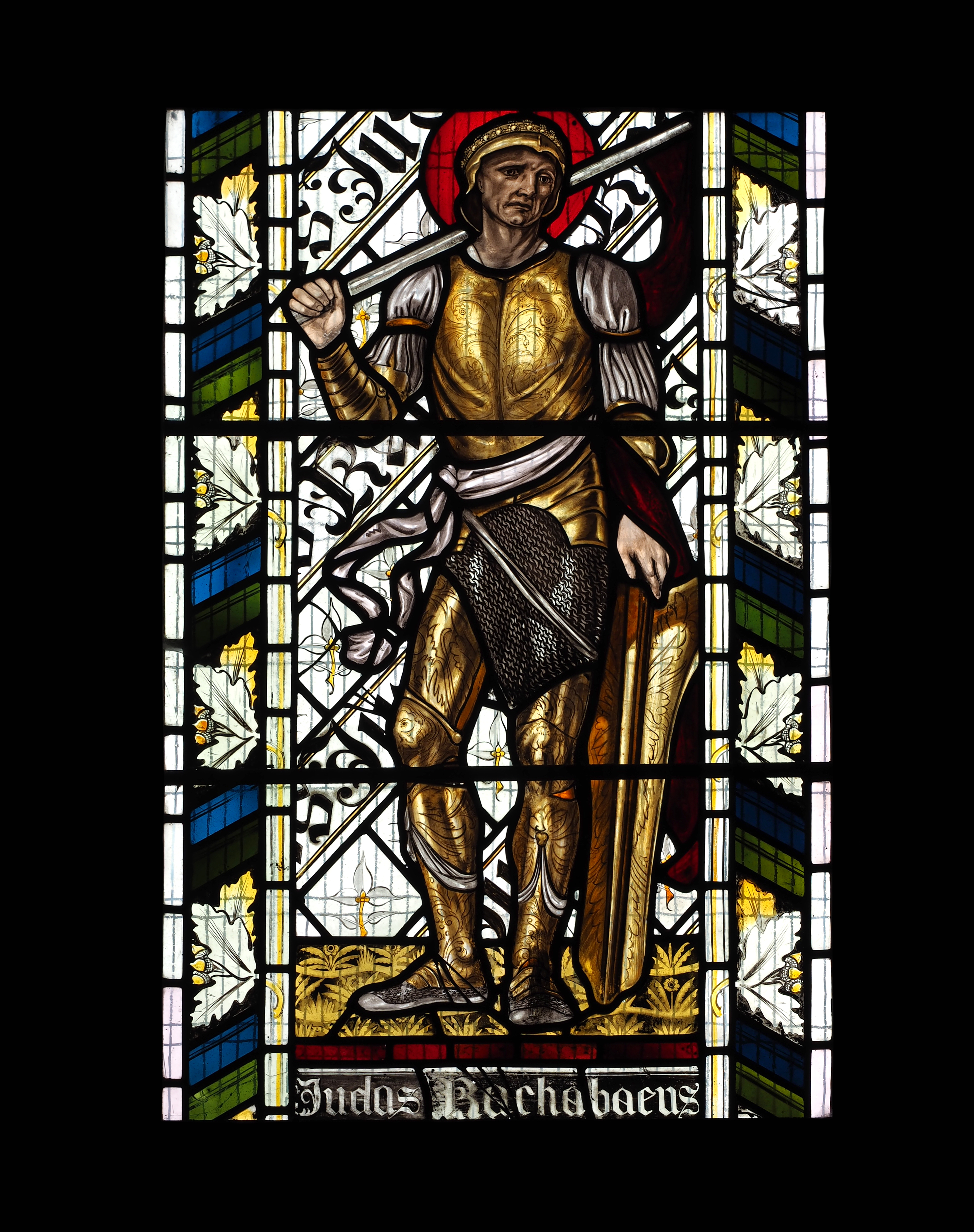
Юда Макавей Едварда Берн-Джонса з східного вікна від Morris, Marshall, Faulkner & Co.
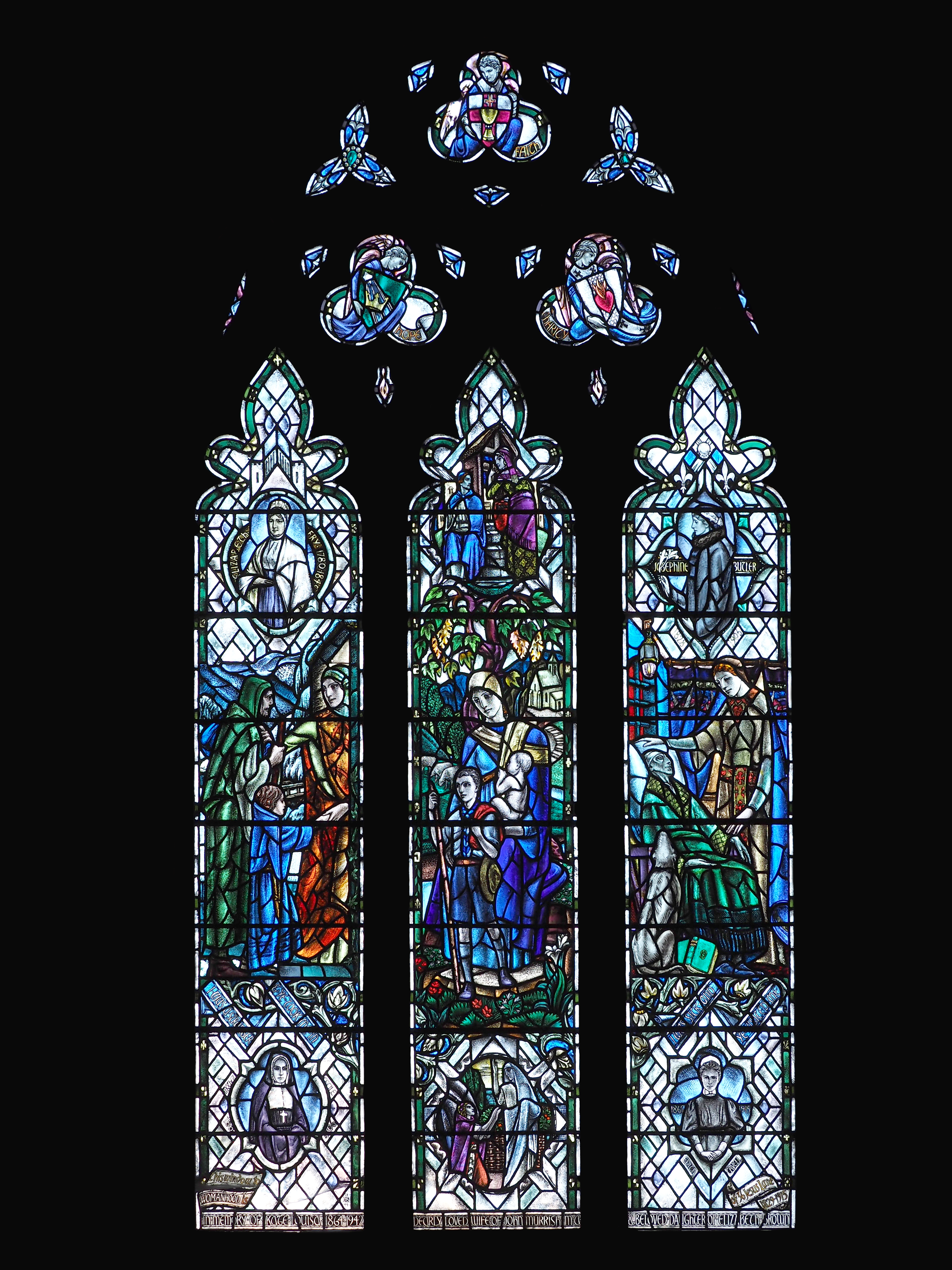
Вікно «Жіноче життя» Дугласа Страчана в НПЗ СЗ
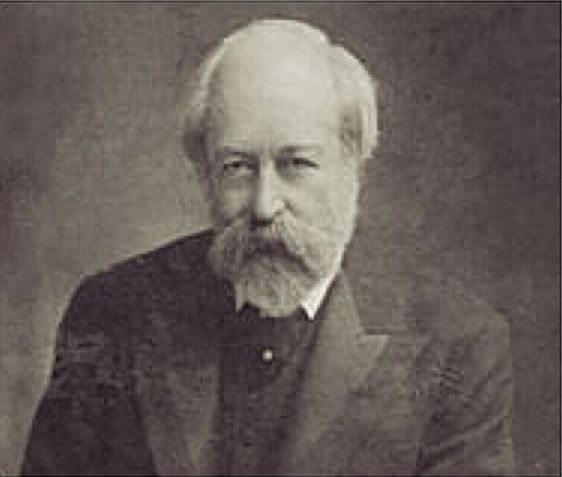
Джордж Бодлі, архітектор Всех Святих
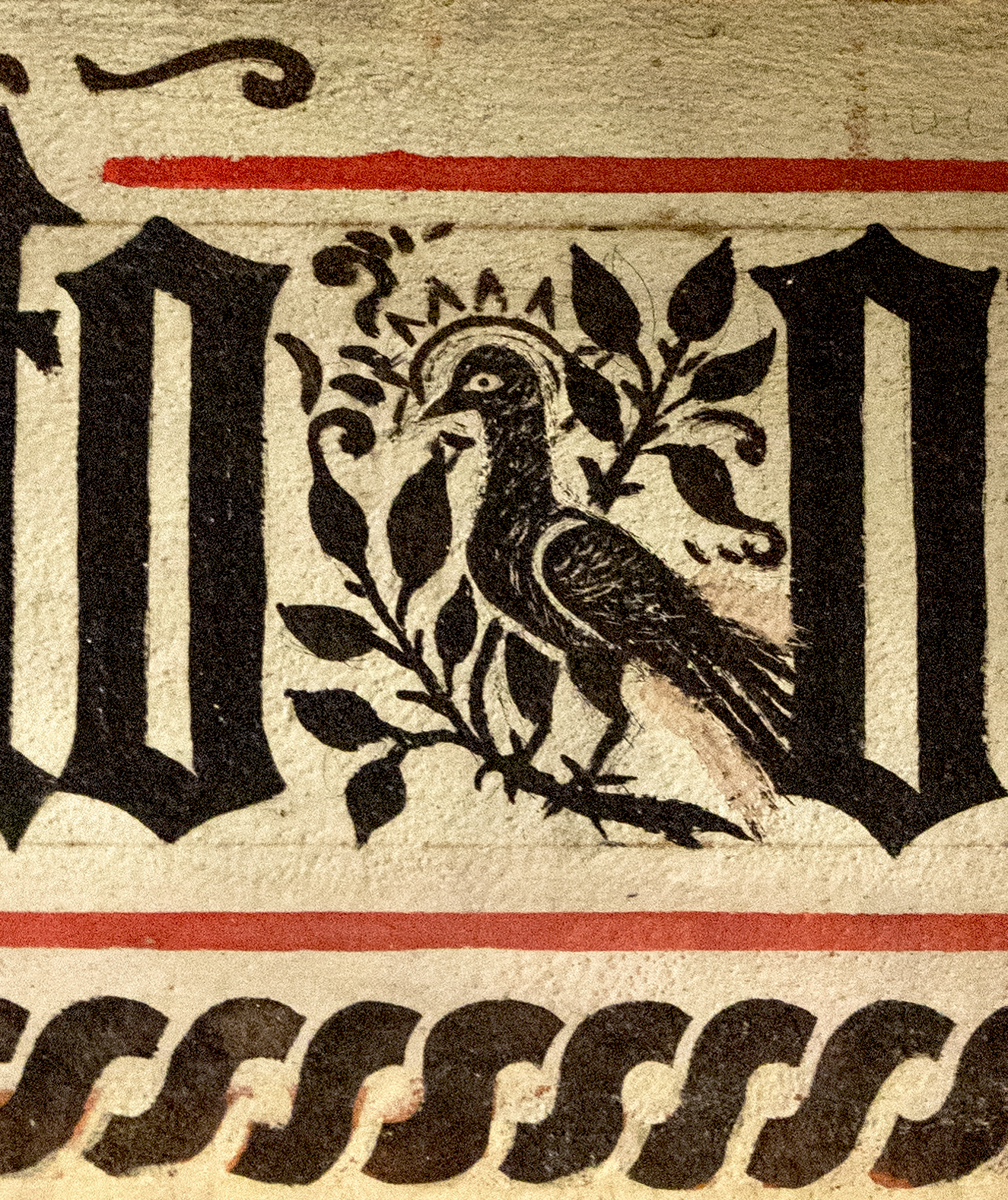
Nave stencilling FR Leach & Sons
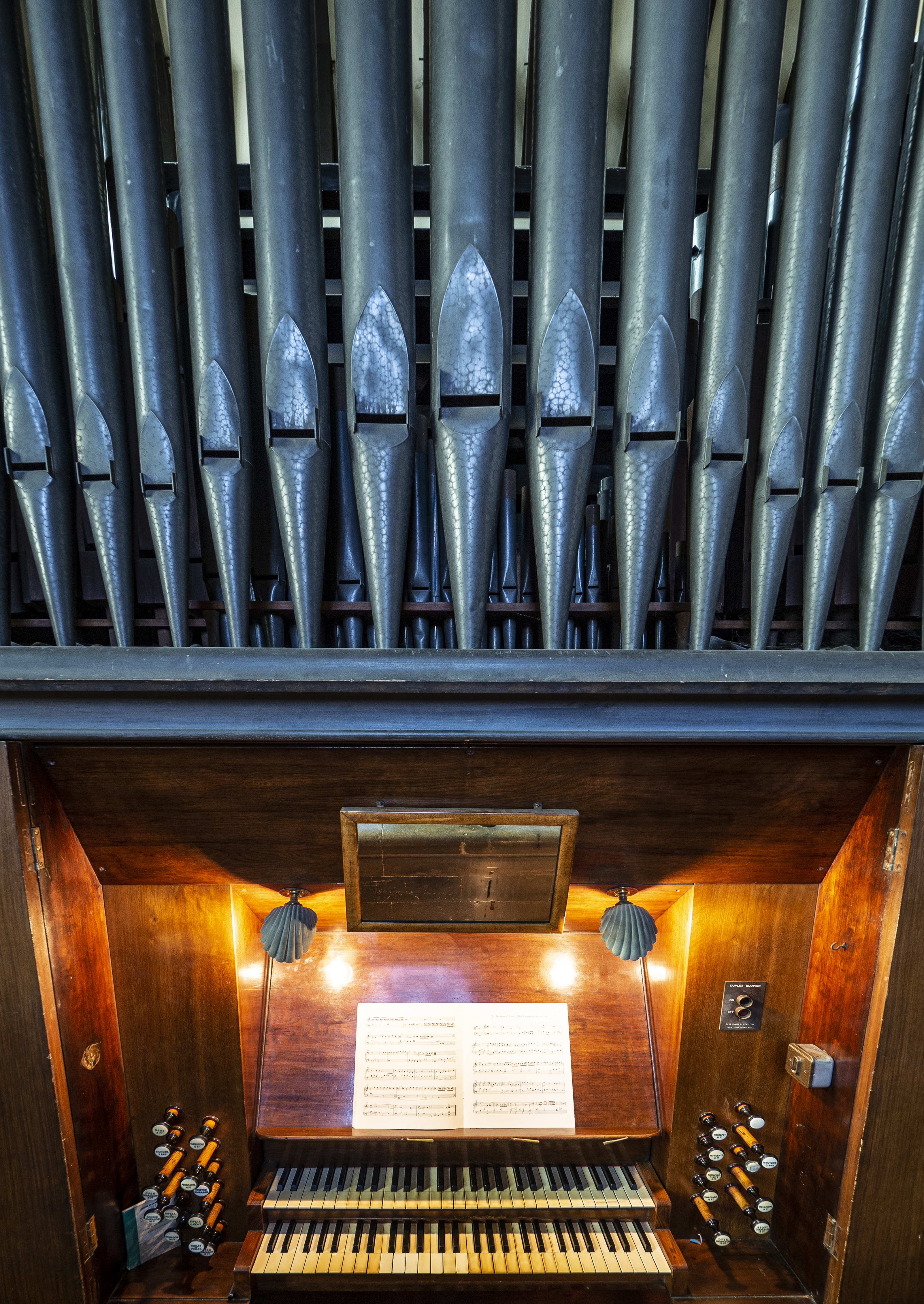
Орган Форстера та Ендрюса 1864 року
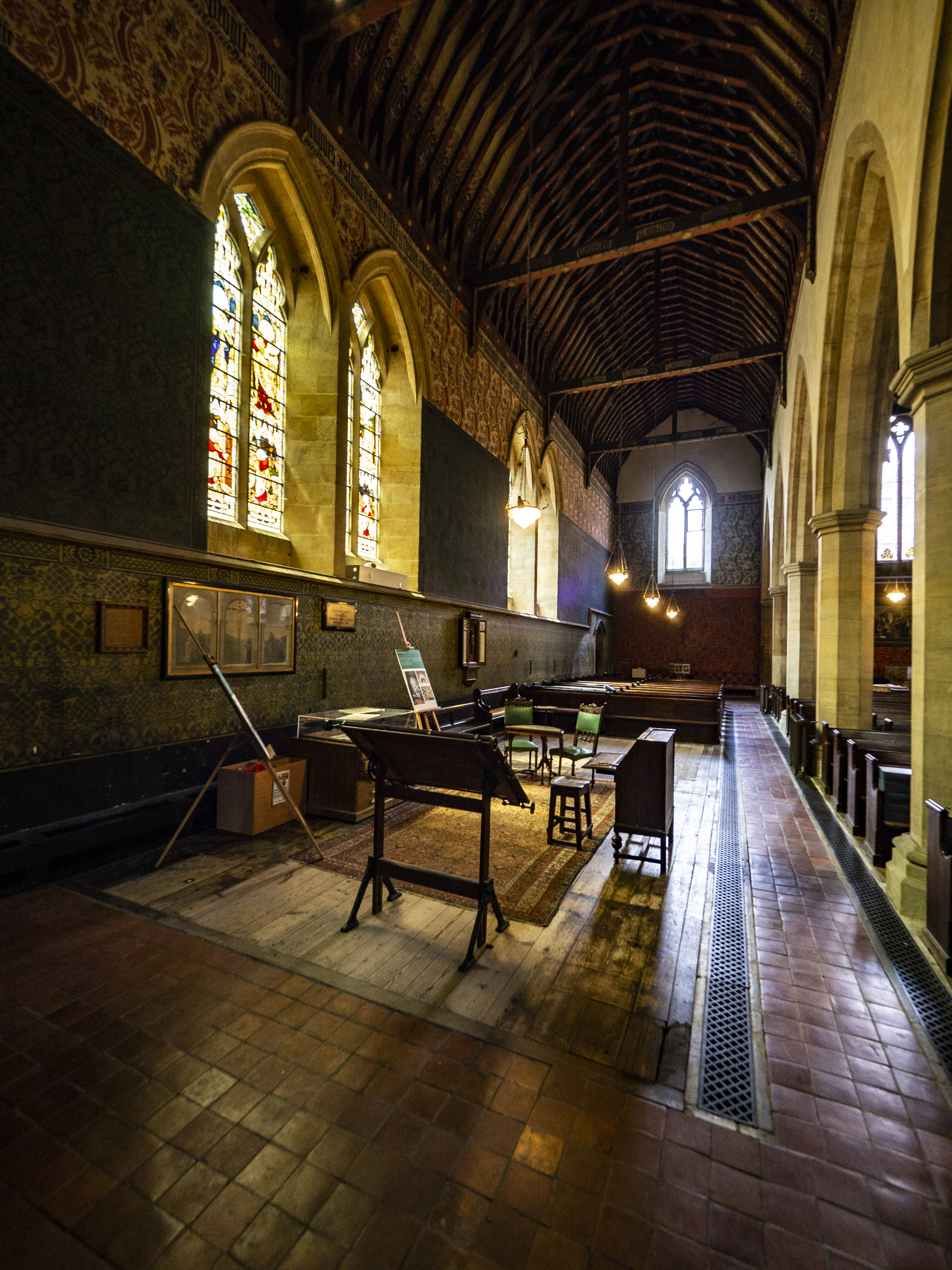
Південний прохід
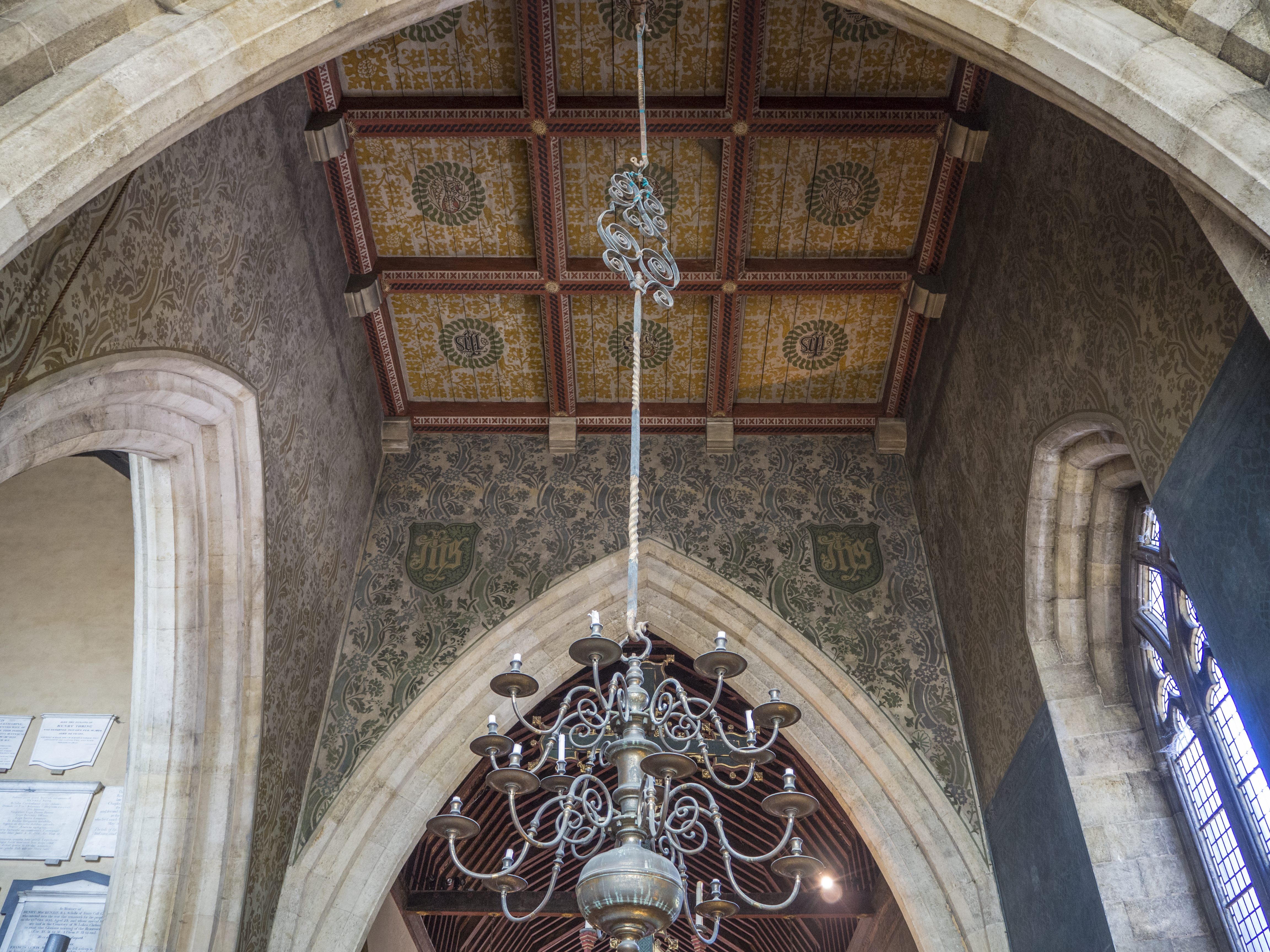
Покрівельний куточок, декор стін та люстра
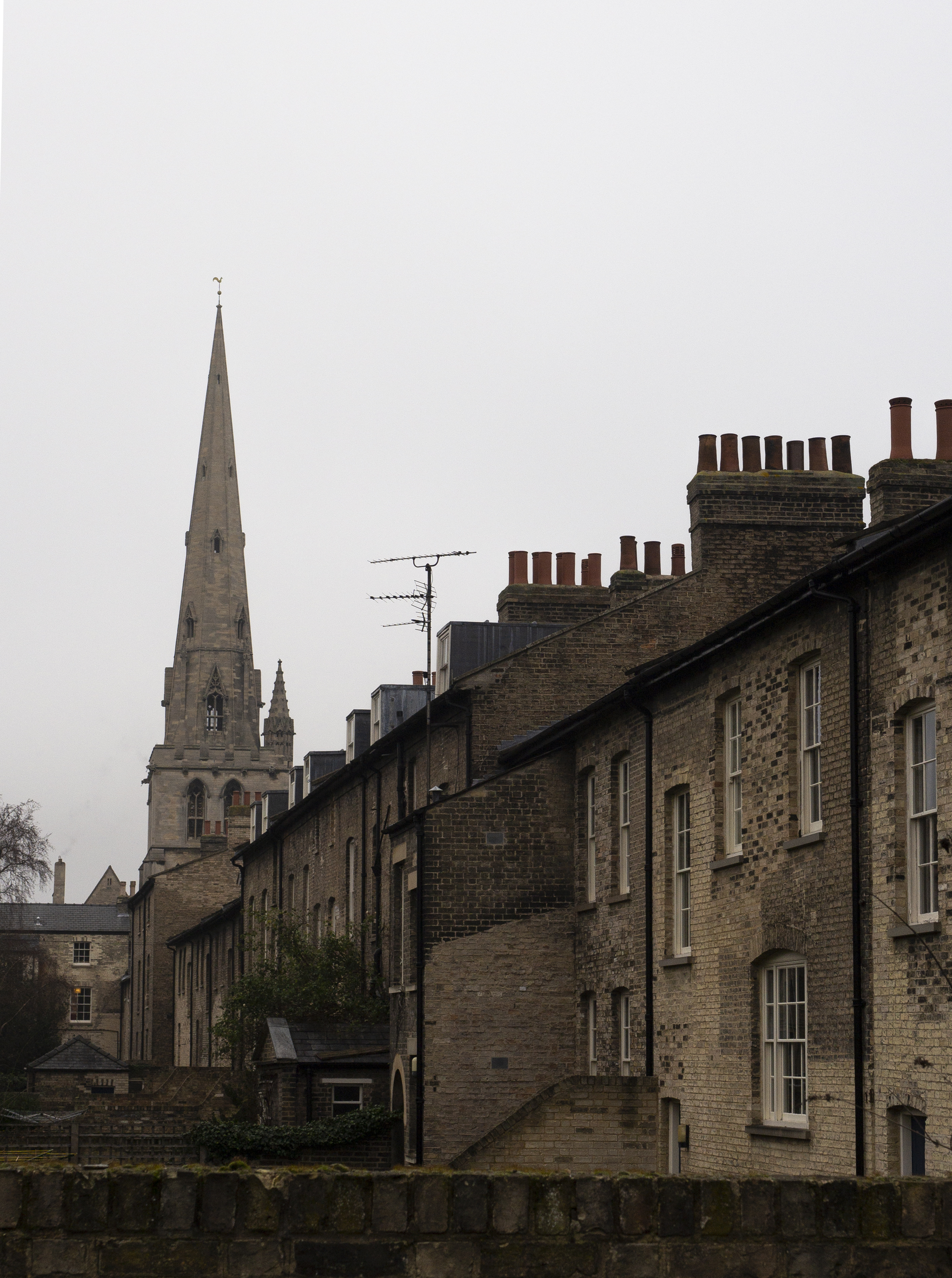
Усі святі з тилу сусідніх терас Ісуса

## Зовнішні посилання
- Церква Всіх Святих, Кембридж [Архівовано 11 серпня 2019 у Wayback Machine.] - вебсайт Трасту Збереження церков
- Церква Всіх Святих [Архівовано 6 липня 2019 у Wayback Machine.] - сайт Весткотта Хауса
- Будинок Давида Парра [Архівовано 27 березня 2022 у Wayback Machine.] - сайт Давида Парра